# Железничка станица Рума
Железничка станица Рума је једна од железничких станица на прузи Београд-Шид. Налази се у насељу Рума у општини Рума. Пруга се наставља ка Вогњу у једном смеру, у другом према Путинцима и у трећем према Буђановцима. Железничка станица Рума састоји се из 15 колосека.